# Căpățânești (okręg Buzău)
Căpățânești – wieś w Rumunii, w okręgu Buzău, w gminie Mărăcineni. W 2011 roku liczyła 3296 mieszkańców.